# F.A.K.E.
F.A.K.E. è un singolo del DJ producer italiano Don Joe e dei rapper italiani Jake La Furia e Marracash, pubblicato il 15 marzo 2019.

## Descrizione
Il brano ha segnato il ritorno alla collaborazione tra i due componenti dei Club Dogo, nonché il primo di Marracash a seguito di una pausa di alcuni anni (interrotta dalla ripubblicazione dell'omonimo album di esordio).
Il brano assume volutamente un carattere critico e avverso rispetto alle sonorità ed ai contenuti caratteristici della nuova musica hip hop italiana. Ad essere attaccati sono, inoltre, anche gli stessi nuovi artisti, che, come suggerisce il titolo della canzone, si professano «figli della strada», quando in realtà il loro è solo un personaggio finto.

## Tracce
1. F.A.K.E. – 2:52

## Classifiche
| Classifica (2019) | Posizione massima |
| ----------------- | ----------------- |
| Italia            | 32                |